# Heilig-Geist-Kirchhof

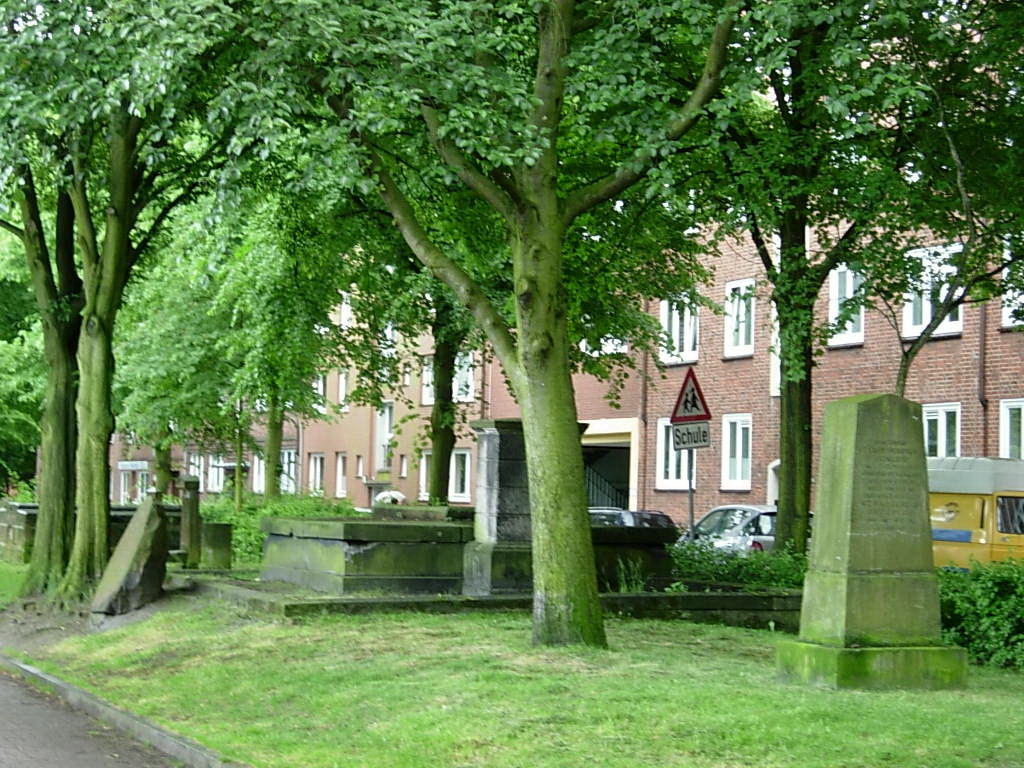
Überreste des Heilig-Geist-Kirchhofs heute, mit den Gräbern von Heinrich Christian Schumacher (rechts) und Conrad Hinrich Donner (Bankier, 1774) (links).

Der Heilig-Geist-Kirchhof war in den Jahren 1741 bis 1878 Begräbnisplatz der Hauptkirchengemeinde St. Trinitatis zu Altona. Die Anlage befand sich zwischen der Königstraße und der Kleinen Mühlenstraße, der heutigen Struenseestraße. Der Friedhof wurde im Zusammenhang mit dem Bau der City-S-Bahn Hamburg und der Station Königstraße in den 1970er Jahren entwidmet und in eine öffentliche Grünanlage umgewandelt, die nach dem Altonaer Reformpädagogen Ernst Schlee den Namen Schleepark erhielt. Im Park sind noch einige Grabbauten und Grabsteine ehemals wichtiger Altonaer Familien erhalten. Historisch bedeutsam war ein dazugehöriger Gebäudekomplex: das Reventlow-Stift und die im Zweiten Weltkrieg durch Bomben zerstörte Heilig-Geist-Kapelle.

## Das Reventlow-Stift
Nachdem Altona im Großen Nordischen Krieg durch die Schweden im Jahr 1713 niedergebrannt worden war, ließ Graf Reventlow das Stift von 1713 bis 1718 errichten. Die Anlage sollte den Ärmsten der Altonaer Einwohner nach dem verheerenden Brand als Obdach dienen. Der Mittelpunkt des Stiftes war die Heilig-Geist-Kapelle, der die Armenwohnungen gegenübergestellt waren. 1880 mussten die Wohngebäude wegen Baufälligkeit abgebrochen werden. Das Reventlow-Stift wurde mit Hilfe durch das Altonaische Unterstützungs-Institut an der Adolphstraße (heute Bernstorffstr. 149) neu errichtet und erhielt dort auch wieder eine Heiligengeistkirche. Nach Zerstörungen im Zweiten Weltkrieg und mit Neubauten der 1980er Jahre besteht das Stift dort noch heute als städtische Einrichtung für betreutes Wohnen.

## Die Heilig-Geist-Kapelle

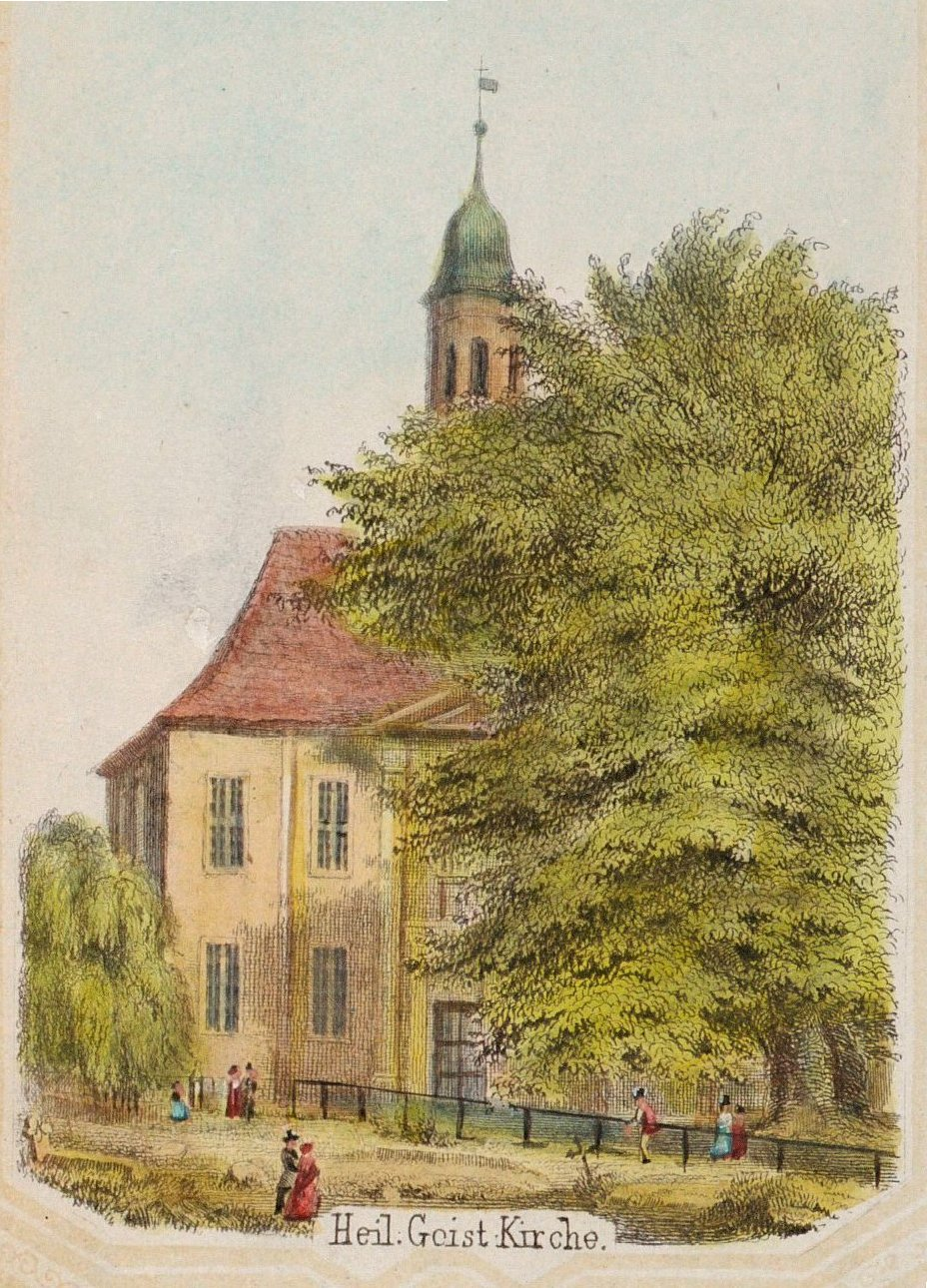
Heilig-Geist-Kirche 1848

Die barocke Kapelle wurde von 1716 bis 1718 durch Altonas Stadtbaumeister Claus Stallknecht errichtet. Sie war ein quaderförmiger, zweistöckiger Bau mit einem hohen Walmdach, das von einem schlanken Dachreiter bekrönt war. Die Schauseite war fünf Achsen breit, die Mitte des Gebäudes wurde durch zwei Pilaster gerahmt und mit einem kleinen Giebel betont. Nach der Verlegung des Stiftes 1880 wurde die kleine Kapelle als Kunst- und Gewerbehalle genutzt. In den Bombennächten 1943 brannte sie bis auf die Umfassungsmauern nieder, nach dem Krieg wurde von einer Wiederherstellung des Gebäudes abgesehen und die Reste abgebrochen. Heute befindet sich dort ein Zugang zur S-Bahn-Station Königstraße.